# Рубини, Карине
Карине Никуло Рубини (фр. Karine Nicouleau Rubini, род. 11 октября 1970 года, в Монтрей-су-Буа, департамент Сен-Сен-Дени) — французская спортсменка, выступавшая на Олимпийских играх 1992 года. Бронзовая призёр чемпионата мира 1992 года.

## Биография
Карине Рубини начинала с бега на длинных дистанциях, и в возрасте 12 лет участвовала на национальных турнирах. Она стала серебряным призёром Франции среди юниоров в многоборье по конькобежному спорту в 1985 году, на следующий год выиграла первенство среди юниоров. С 1987 по 1989 года входила в тройку призёров. В том же году попала в сборную страны по шорт-треку и выступала на чемпионате мира в Солихалле, где заняла 18-е место в общем зачёте и 5-е в эстафете.
В 1990 году на Кубке Европы в Реймсе заняла в многоборье 24-е место. Через год на чемпионате мира в Сиднее вместе с командой дошла до 4-го места в эстафете и заняла 21-м месте в общем зачёте многоборья. Весной выиграла национальный чемпионат в абсолютном зачёте.
В феврале 1992 года на Олимпийских играх в Альбервилле в составе французской команды заняла 5-е место в эстафете и 15-е место в беге на 500 м. В марте на командном чемпионате мира в Минамимаки с женской командой стала 7-й и в апреле на чемпионате мира в Денвере завоевала бронзу в эстафете. Через месяц выиграла второй год подряд 1-е место в общем зачёте на чемпионате Франции по шорт-треку.
Карине Рубини вышла замуж за французского конькобежца по шорт-треку Клода Никуло. В 1993 году на чемпионате мира в Пекине заняла 18-е место в личном многоборье. В 1994 году она объявила о завершении карьеры.
После ухода на пенсию в 1994 году работала в Национальном институте спорта экспертизы и производительности до 1996 года, с 1997 по январь 2001 года в компании "DECATHLON FRANCE" продавцом консультантом, а с 2001 по 2009 года в "VWR International" в Фонтене-су-Буа менеджером по работе с клиентами, с 2009 по настоящее время работает технико-коммерческим инженером VWR